# Piper asterostigmum
Piper asterostigmum är en pepparväxtart som beskrevs av Eduardo Quisumbing y Argüelles. Piper asterostigmum ingår i släktet Piper och familjen pepparväxter. Inga underarter finns listade i Catalogue of Life.